# Typhlodromus ndibu
Typhlodromus ndibu är en spindeldjursart som beskrevs av Pritchard och Baker 1962. Typhlodromus ndibu ingår i släktet Typhlodromus och familjen Phytoseiidae. Inga underarter finns listade i Catalogue of Life.